# Raisa Beliáeva
Raisa Vasilievna Beliáeva (en ruso: Раиса Васильевна Беляева; Kírov, Imperio ruso, 12 de diciembrejul./ 25 de diciembre de 1912greg. - Vorónezh, Unión Soviética, 19 de julio de 1943) fue una piloto de caza soviética que combatió en la Segunda Guerra Mundial, inicialmente con el 586.º Regimiento de Aviación de Cazas, pero luego fue transferida al 437.º Regimiento de Aviación de Cazas, junto con las ases Yekaterina Budánova, Lidia Litviak y varios otros miembros de la unidad en septiembre de 1942. Se le atribuyeron hasta tres victorias aéreas. Murió en combate aéreo en 1943.

## Biografía

### Infancia y juventud
Raisa Beliáeva nació el 25 de diciembre de 1912 en Kírov, gobernación de Viatka en esa época parte del Imperio ruso. Después de graduarse en una escuela de 7 años en el pueblo del distrito de Zuevka, vino a Kirov para estudiar en una escuela técnica de cuero (se graduó en 1931). Allí conoció a Olga Yamshchikova. Más tarde, ya en el club de vuelo de Leningrado, Raisa aprendió de Yamshchikova a volar y saltar en paracaídas. En 1936, recibió un certificado de instructora de paracaidismo de primera categoría y comenzó a enseñar a otros. Antes de la guerra ya había acumulado más de 1000 horas de vuelo y cien saltos en paracaídas, instruyendo a cientos de paracaidistas. También participó en numerosas exhibiciones aéreas en el aeródromo de Túshino, cerca de Moscú, con motivo del Día de la Aviación que se celebraba todos los años el 18 de agosto.
En marzo de 1940, el periódico «На страже» (En guardia) informó:

El año pasado, en el festival de la aviación en Túshino, la camarada Beliáieva voló como parte del vuelo femenino. Este vuelo demostró una excelente técnica de acrobacias aéreas. Ahora la camarada Beliáieva trabaja como instructora, una piloto del Club Central de Vuelo de la URSS que lleva el nombre de Valeri Chkálov.

### Segunda Guerra Mundial
En octubre de 1941, poco después de la invasión alemana de la Unión Soviética, Beliáieva se ofreció como voluntaria para el servicio de vuelo de primera línea y fue aceptada en el 122.º Grupo de Aviación, una unidad especial formada íntegramente por mujeres, al mando de Marina Raskova. Comenzó a entrenar en la Escuela de Aviación Militar de Engels, allí fue asignada al 586.º Regimiento de Aviación de Cazas, unidad donde solo eran aceptadas las mejores y más competitivas candidatas.
El 7 de marzo de 1942, Raskova anunció al regimiento que habían sido destinadas a la defensa aérea de Moscú. El regimiento, sin embargo, no abandonó Engels hasta el 9 de abril de 1942, aunque en su camino a Moscú tuvieron que hacer escala en el aeródromo de Razbóishchina, para sustituir los esquíes del tren de aterrizaje. Debido a la imposibilidad de hallar nuevas ruedas se vieron atrapadas en el campo de aviación cuyas instalaciones dejaban mucho que desear. La pista de aterrizaje era «un lago de aceite y combustible en cuya orilla se oxidaban vehículos abandonados. Había mierda por todas partes, y del techo del comedor caía directamente sobre los platos toda clase de sustancias inefables».
Después de varias semanas de inactividad en tan deprimente lugar, las integrantes del regimiento recibieron por fin la orden de ponerse en marcha, aunque en este caso su destino no sería Moscú sino Sarátov, a pesar de que la ciudad contaba con importante instalaciones militares e industriales lo cierto es que se encontraba lejos del frente y hasta entonces no había sufrido ningún bombardero por parte de la aviación alemana. Partieron hacia su nuevo destino el 14 de mayo. Allí permanecieron estacionadas en el aeropuerto de Anísovka, durante este periodo surgió una gran antipatía hacia la comandante del regimiento Tamara Kazárinova, de ella se quejaban, principalmente, que no se ponía a los mandos de su avión y que las trataba con gran severidad. Muchas consideraron que su forzosa inactividad se debía a su comandante quien consideraba que todavía «no estaban listas».

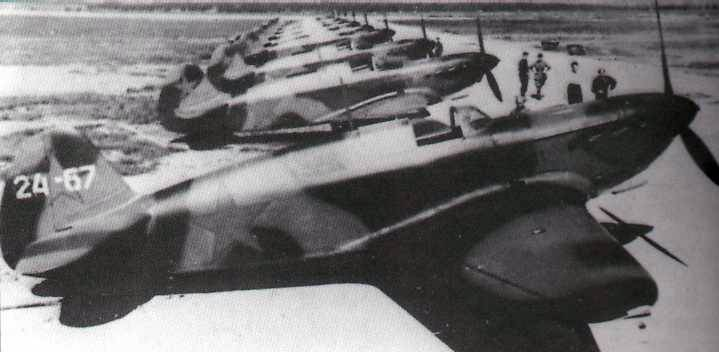
Cazas Yakovlev Yak-1 similares a los que utilizó Beliáieva durante la batalla de Stalingrado

A principios de septiembre de 1942, el 8.º Ejército Aéreo, que combatía en la batalla de Stalingrado, solo tenía, en condiciones de combate algo más de 97 aparatos, muchos de los cuales eran modelos I-15 o I-16 ya obsoletos, razón por la cual su comandante, el teniente general Timofei Jriukin, solicitó que se le asignaran todos los aviones Yakovlev Yak-1 que hubiera disponibles en ese momento. Es por eso, que el 1.er escuadrón del 586.º Regimiento de Aviación de Cazas, que tenía ocho nuevos cazas Jak-1, fuera transferido al Frente de Stalingrado. Sus nuevas órdenes establecían que debían combatir a los aviones de reconocimiento enemigos. Sin embargo, muchas pilotos consideraban que había sido su comandante Kazárinova, la que había solicitado el traslado al general Alexander Osipenko, para deshacerse de algunas de las pilotos más críticas con ella.
El escuadrón, formada por ocho pilotos y sus correspondientes dotaciones de tierra (armeras y mecánicas), fue divididó en dos escuadrillas y enviadas a distintos regimientos en Stalingrado, así una escuadrilla, al mando de Klavdia Necháieva e integrada por Klavdia Blinova, Antonina Lébedeva y Olga Shájova, fue asignada al 434.º Regimiento, mientras que la segunda escuadrilla, al mando de Raisa Beliáieva y formada por María Kuznetsova, Yekaterina Budánova y Lidia Litviak, fue enviada al 437.º Regimiento de Aviación de Cazas. De estas ocho aviadoras, cinco morirían en combate y una sería capturada por los alemanes. El 10 de septiembre, finalmente las aviadoras abandonaron la base aérea en Sarátov y se dirigieron a Stalingrado.
La escuadrilla de Beliáieva, aterrizó en un pequeño aeródromo en Ájtuba Superior cerca de Stalingrado, aunque tuvieron que abandonarlo rápidamente ya que el pueblo se encontraba bajo un nutrido fuego de artillería alemana con lo que volvieron a despegar y se dirigieron a otro aeródromo situado a veinte kilómetros de Stalingrado. Allí se unieron al 437.º Regimiento de Aviación de Cazas, donde fueron recibidos con incredulidad e incluso hostilidad por los pilotos varones que formaban el regimiento. Su comandante, Maksim Jvóstikov, aceptó de mejor talante la ayuda que le llegaba, su regimiento llevaba combatiendo en Stalingrado desde 19 de agosto, para entonces había perdido la mayor parte de sus aviadores y los refuerzos que le había recibido tenían muchas menos horas de vuelo que las pilotos femeninas de Beliáeva.
En los siguientes días la escuadrilla de Beliáeva, se vio relegada a misiones secundarias que no implicaban entrar en combate con la Luftwaffe, a pesar de los ruegos de Raisa Beliáieva el comandante del regimiento se mostró inflexible a ese respecto. «Podrían derribaros —replicaba Jvóstikov—, y entonces los alemanes dirían que nos hemos quedado sin aviadores y nos estamos viendo obligados a dejar pilotar a las mujeres».
La primera acción de combate en la que participó Beliáieva fue el 27 de septiembre de 1942, cuando el escuadrón en el que estaba integrado entró en combate contra dos grupos de cinco bombarderos Junker Ju-88 que se dirigían a atacar la fábrica de tractores de Stalingrado, en el combate subsiguiente Lidia Litviak derribó uno de los bombarderos alemanes y luego se unió con Beliáieva para hacer frente a los cazas alemanes que acudieron a socorrer a sus camaradas, juntas derribaron un caza Me-109.
El 1 de mayo de 1943, recibió la Orden de la Bandera Roja donde se señalaba «La técnica de pilotaje de los aviones de combate es excelente. Vuela con valentía y confianza. En condiciones meteorológicas difíciles no se pierde, en formación vuela bien».
En una batalla aérea sobre Vorónezh el 19 de julio de 1943, resultó gravemente herida y murió cuando el avión tuvo que hacer un aterrizaje de emergencia en el aeródromo de la fábrica de aviones. Fue enterrada en la fosa común N.º 6 (Parque de los Patriotas). Durante la guerra realizó 33 salidas de combate y derribó al menos tres aviones enemigos.